# Antonio Agogliati
Antonio Agogliati (Ferriere, 2 dicembre 1956) è un politico italiano, senatore nella XIV legislatura della Repubblica Italiana.

## Biografia
Imprenditore, impegnato in politica a livello locale con la Democrazia Cristiana fin da giovane: è prima consigliere comunale, poi assessore e sindaco (dal 1991 al 1995) del proprio comune natale, Ferriere. 
Aderisce fin dalla nascita del partito di Forza Italia, con cui viene eletto consigliere regionale dell'Emilia-Romagna nel 1995 e confermato nella carica anche nel 2000. Si dimette dal ruolo nel 2001, dopo essere stato eletto Senatore della Repubblica Italiana per la XIV Legislatura con Forza Italia, carica che mantiene fino al 2006. Dal 2003 torna a ricoprire anche il ruolo di sindaco di Ferriere, restando in carica per due mandati fino al 2013, successivamente è ancora consigliere comunale.